# Andreas Kaiser (Fußballspieler)
Andreas Kaiser (* 4. Mai 1964 in Monheim am Rhein) ist ein ehemaliger deutscher Fußballspieler.

## Karriere
Kaiser begann mit dem Fußballspielen im Verein beim örtlichen 1. FC Monheim. Über den BV 04 Düsseldorf kam er 1981 zu Fortuna Düsseldorf, wo er noch zwei Jahre in der Jugend spielte und anschließend ein Jahr bei den Amateuren. Ab 1984 stand er im Profikader des Bundesligisten.
Zu seinem ersten Profispiel kam Kaiser mit 20 Jahren, am 3. Spieltag der Saison 1984/85 (1:3 gegen den 1. FC Kaiserslautern). In den ersten beiden Saisons kam er auf 11 bzw. 19 Einsätze. In der Stammelf gesetzt war er ab 1986, wobei die Spielzeit 1986/87 mit dem Abstieg endete. Nach zwei Jahren 2. Bundesliga, in denen Kaiser 67 Zweitligaspiele bestritt, stieg er mit seiner Mannschaft wieder auf und spielte danach noch zwei weitere Jahre in der ersten Liga.
Anschließend kehrte er zu seinem Heimatverein 1. FC Monheim (Bezirksliga) zurück und begann ein Studium an der Sporthochschule Köln.
In der Rückrunde 1992/93 holte Aleksandar Ristić, inzwischen Fortuna-Trainer, Kaiser zurück nach Düsseldorf. Die Fortuna steckte zu diesem Zeitpunkt im Zweitliga-Abstiegskampf – eigentlich wollte man als Bundesligaabsteiger den sofortigen Wiederaufstieg schaffen. Schließlich stieg man in die Oberliga ab und Kaiser verließ den Verein erneut.
Ab 1993 spielte er für den SC Brück. Der Nordrhein-Oberligist, Dritter in der Endtabelle 1993/94 und damit für die neugeschaffene Regionalliga qualifiziert, fusionierte 1994 mit dem SC Viktoria Köln und trat als SCB Preußen Köln in der Spielzeit 1994/95 in der Regionalliga West/Südwest an. In dieser Saison, die mit dem Abstieg in die Oberliga endete, bestritt Andreas Kaiser 22 Spiele (2 Tore).
Heute betreibt Kaiser eine Kneipe in Köln.

### Statistik
| Liga          | Spiele (Tore) |
| ------------- | ------------- |
| Bundesliga    | 114 (9)       |
| 2. Bundesliga | 079 (0)       |
| Regionalliga  | 022 (2)       |
| Wettbewerb    |               |
| DFB-Pokal     | 018 (1)       |